# Pałac Hegenscheidtów

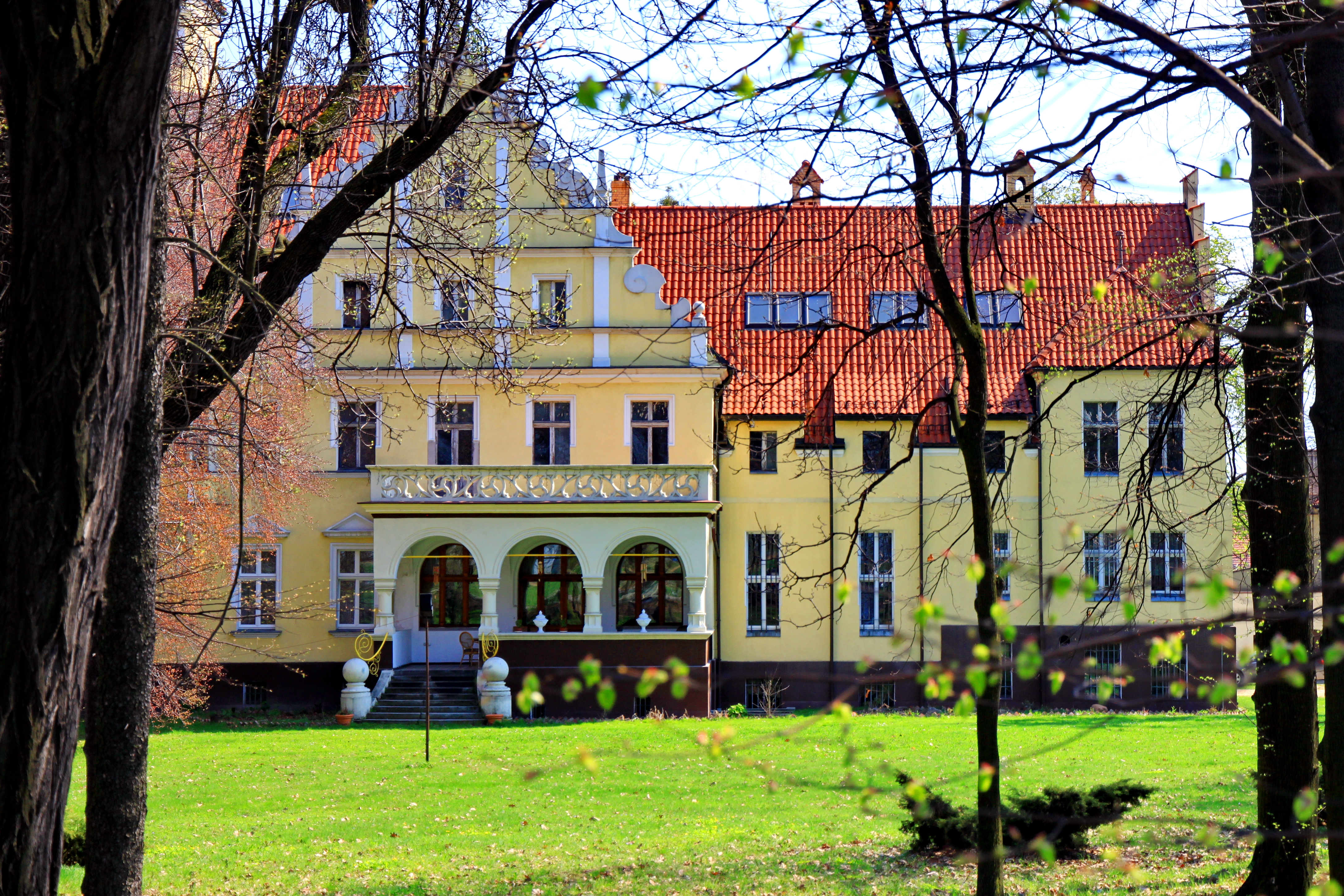
Pałac Hegenscheidtów

Pałac Hegenscheidtów – pałac położony w Ornontowicach w powiecie mikołowskim.

## Historia
Neorenesansowy pałac Hegenscheidtów, wybudowany według projektu berlińskiego architekta Hugona Hartunga, pochodzi z końca XIX wieku. Obiekt posiada cechy stylu neorenesansu północnego i eklektyzmu. Taki wygląd został mu nadany po przebudowie pod koniec XIX wieku, gdy jego właścicielami byli Otto i jego syn Klaus Hegenscheidtowie. Do II wojny światowej był siedzibą tego rodu, który od Towarzystwa Akcyjnego Przemysłu Węglowego i Kolei kupił Ornontowice wraz z folwarkami w Dębieńsku Starym i Dębieńsku Wielkim. Pałac w formie dwupiętrowego murowanego gmachu na wysokim cokole posiada wielospadowy dach (kryty dachówką ceramiczną), arkadowe podcienia, uskokowe gzymsy oraz portal w półokrągłym kształcie. Wewnątrz zachowały się oryginalne piece i boazerie. Po II wojnie światowej mieściła się tu szkoła rolnicza oraz internat. W 1998 roku pałac od gminy kupiło Konsorcjum Finansowo-Inwestycyjne Colloseum z upustem prawie pół mln zł – Colloseum zapewniało, że ma zgodę na utworzenie filii szkoły wyższej. Ta nigdy nie powstała. W 2003 roku pieczę nad pałacem przejął syndyk. Od 2005 roku pałac stanowi własność prywatną i nie jest udostępniany do zwiedzania.
Pałac jest otoczony parkiem krajobrazowym.